# Балторо-Музтаг
Балторо Музтаг — гірський хребет, що є частиною гірської системи Каракорум. На цьому хребті розташована гора Чогорі — друга за висотою гора в світі, а також три інших восьмитисячники. Хребет розташований на північ від льодовика Балторо, в  Балтістані (Пакистан) і Синьцзяні (Китай). Є частиною кордону між Пакистаном і Китаєм. Також на цю територію претендує Індія.

## Найвищі вершини Балторо Музтаг
У таблиці наведено гори Балторо Музтаг, абсолютна висота яких перевищує 7200 м, а відносна висота — 500 м. (Критерій відносної висоти 500 м є загальновизнаним для визначення незалежності гірської вершини[джерело?]). Зазначеним вимогам не задовольняє лише Гашербрум III , однак, багато географів вважають його незалежною вершиною[джерело?].)
| Вершина       | Висота (м) | Координати                                                            | Відносна висота (м) | Найближча вища гора | Перше сходження | Кількість сходжень (кількість спроб) |
| ------------- | ---------- | --------------------------------------------------------------------- | ------------------- | ------------------- | --------------- | ------------------------------------ |
| Чогорі        | 8,611      | 35°52′57″ пн. ш. 76°30′48″ сх. д. / 35.88250° пн. ш. 76.51333° сх. д. | 4,017               | Еверест             | 1954            | 45 (44)                              |
| Гашербрум I   | 8,080      | 35°43′27″ пн. ш. 76°41′44″ сх. д. / 35.72417° пн. ш. 76.69556° сх. д. | 2,155               | Чогорі              | 1958            | 31 (16)                              |
| Броад Пік     | 8,051      | 35°48′38″ пн. ш. 76°34′05″ сх. д. / 35.81056° пн. ш. 76.56806° сх. д. | 1,701               | Гашербрум I         | 1957            | 39 (19)                              |
| Гашербрум II  | 8,034      | 35°45′27″ пн. ш. 76°39′11″ сх. д. / 35.75750° пн. ш. 76.65306° сх. д. | 1,523               | Гашербрум I         | 1956            | 54 (12)                              |
| Гашербрум III | 7,946      | 35°45′34″ пн. ш. 76°38′31″ сх. д. / 35.75944° пн. ш. 76.64194° сх. д. | 355                 | Гашербрум II        | 1975            | 2 (2)                                |
| Гашербрум IV  | 7,932      | 35°45′33″ пн. ш. 76°36′57″ сх. д. / 35.75917° пн. ш. 76.61583° сх. д. | 725                 | Гашербрум III       | 1958            | 4 (11)                               |
| Ск'янг Кангрі | 7,545      | 35°55′35″ пн. ш. 76°34′03″ сх. д. / 35.92639° пн. ш. 76.56750° сх. д. | 1,060               | Чогорі              | 1976            | 1 (2)                                |
| Скіл Брум     | 7,410      | 35°51′03″ пн. ш. 76°25′45″ сх. д. / 35.85083° пн. ш. 76.42917° сх. д. | 1,152               | Чогорі              | 1957            | 2 (1)                                |
| Чонгтар       | 7,315      | 35°54′46″ пн. ш. 76°25′47″ сх. д. / 35.91278° пн. ш. 76.42972° сх. д. | 1,300               | Скіл Брум           | 1994            | 1 (1)                                |
| Музтаг-Тауер  | 7,276      | 35°49′38″ пн. ш. 76°21′39″ сх. д. / 35.82722° пн. ш. 76.36083° сх. д. | 1,710               | Скіл Брум           | 1956            | 4 (2)                                |

Також поблизу льодовика Балторо є й інші гірські вершини, які відомі в середовищі  альпіністів, оскільки потребують доброї підготовки для сходження. Серед них:
- Велика Вежа Транг — 6286 м.
- Безіменна Вежа Транг — 6239 м.
- Улі Бьяхо — 6109 м.

## Ресурси Інтернета
- # 420123 Північний Пакистан на Google Earth [Архівовано 4 лютого 2012 у Wayback Machine.]

| Пакистан | Це незавершена стаття з географії Пакистану. Ви можете допомогти проєкту, виправивши або дописавши її. |

| Китай | Це незавершена стаття з географії КНР. Ви можете допомогти проєкту, виправивши або дописавши її. |